# Honorije III.
Honorije III., pravog imena Cencio Savelli (Rim, o. 1150. – Rim, 18. svibnja 1227.), bio je papa od 1216. do 1227. godine.

## Životopis
Rodio se u rimskoj aristokratskoj obitelji. Neko vrijeme bio je kanonik u crkvi Santa Maria Maggiore, da bi 1188. postao papinski tajnik, a potom kardinal (1197.). Kao nasljednik Inocenta III. nastavio je borbu protiv albigenza. Potvrdio je dominikanski (1216.), karmelićanski (1220.) i franjevački red (1223.). Godine 1220. okrunio je za cara Fridrika II. koji mu je za uzvrat obećao da će povesti novu križarsku vojnu, ali nije održao svoje obećanje.
Godine 1217. poslao je kraljevsku krunu Nemanjinu sinu Stefanu Prvovjenčanom povodom čega je Raška uzdignuta na rang kraljevine.
Napisao je više djela crkvenog prava, od kojih je najpoznatija zbirka dekretala Compilatio quinta. Također je i autor životopisa papa Celestina III. i Grgura VII. Sastavio je i Liber censuum Romanae ecclesiae, koji predstavlja najvažniji povijesni izvor za proučavanje papinske ekonomije u srednjem vijeku. Osim tih djela, pripisuje mu se i navodno autorstvo nad jednim grimorijem (Grimorij pape Honorija).